# 甘特穆羅夫家族

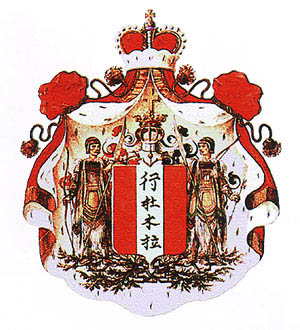
家族纹章

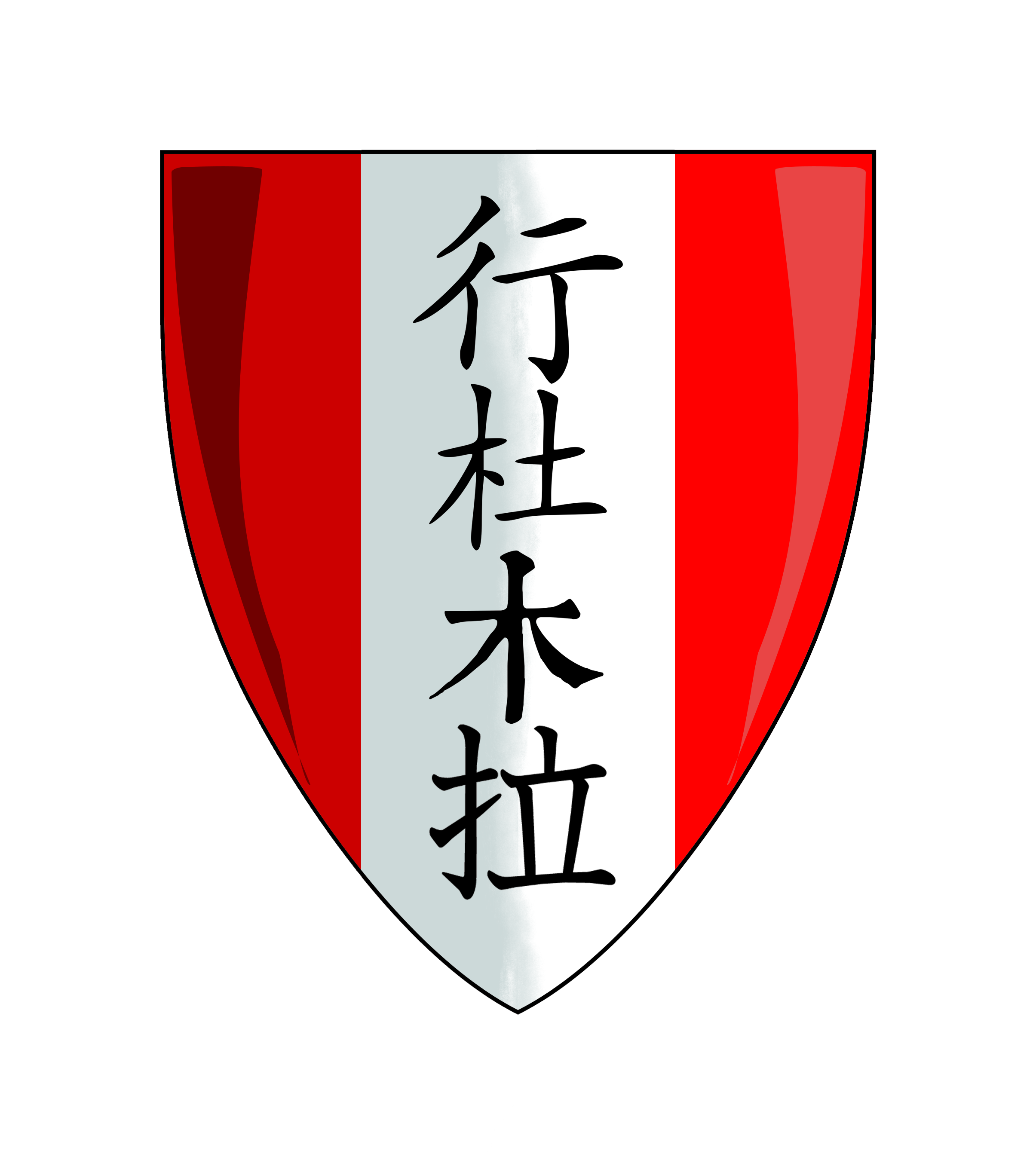
较小的纹章

甘特穆羅夫家族，是一個源於鄂溫克族的俄羅斯貴族。

## 歷史
他們是鄂溫克族酋長根特木兒的後裔，他於1667年和家人來到俄羅斯居住。根特木兒的後裔於1686年被皇家法令確認為俄羅斯王子。他們在外貝加爾山脈建立了卡雷姆斯科耶村。瓦西里·康定斯基的曾祖母是來自甘特穆羅夫家族的公主。
2011年俄羅斯小姐娜塔莉亞·甘特穆羅娃是該家族的後人。
甘特穆羅夫家族男性成員多有单倍群C-M130(特別是C2b1b)，最接近通古斯-滿洲民族，特別是鄂溫克人的模態單倍型。